# Eurydactylodes vieillardi
Eurydactylodes vieillardi är en ödleart som beskrevs av  Bavay 1869. Eurydactylodes vieillardi ingår i släktet Eurydactylodes och familjen geckoödlor. IUCN kategoriserar arten globalt som nära hotad. Inga underarter finns listade i Catalogue of Life.